# شی چارلز
شی چارلز (انگلیسی: Shea Charles؛ زادهٔ ۵ نوامبر ۲۰۰۳) بازیکن فوتبال است.
وی همچنین در تیم‌های ملی فوتبال نوجوانان، جوانان، زیر ۲۱ سال و بزرگسالان ایرلند شمالی بازی کرده‌است.